# 핸디캡중량
핸디캡중량(handicap 重量)은 핸디캡경주에 출전하는 말들에게 우승의 기회를 균등히 주고자 핸디캡전문위원에 의하여 각 말들의 능력별로 차등을 두어 결정된 중량을 지칭하는 것이다.
다시 말해 강한 말에게는 중량을 무겁게 부담시키고, 약한 말에게는 중량을 가볍게 부담시켜서 승리의 기회를 균등하게 함으로써 경주마들의 출주의욕을 고취하고 경주의 박진감을 배가하려는 경마부담중량제도의 일종이다.